# Alpii Tux
Alpii Tux (germană Tuxer Alpen) sunt o subgrupă a Alpilor Centrali, fiind situați pe teritoriul Tirolului, în Austria. Munții sunt mărginiți de Alpii Zillertal la sud-est, de Alpii Kitzbühel la nord-est și la vest de orașul Innsbruck. Cel mai înalt vârf al masivului este Lizumer Reckner (altitudinea de 2.886 m deasupra n.m.) și este situat între regiunea Wattentaler Lizum și Valea Navi. Denumirea munților provine de la localitatea Tux din regiunea Zillertal.

## Munți învecinați
- Karwendel (în nord)
- Rofangebirge (în nord-est)
- Kitzbühler Alpen (în est)
- Zillertaler Alpen (în sud)
- Stubaier Alpen (în vest)

## Vârfuri mai importante
- Patscherkofel, altitudinea de 2246 m deasupra n.m.
- Glungezer, altitudinea de 2677 m deasupra n.m.
- Lizumer Reckner, altitudinea de 2886 m deasupra n.m.
- Kellerjoch, altitudinea de 2344 m deasupra n.m.
- Gilfert, altitudinea de 2506 m deasupra n.m.
- Rastkogel, altitudinea de 2762 m deasupra n.m.